# Evita (tijdschrift)
Evita, voorheen Fit & Gezond, was een Belgisch Nederlandstalig maandblad dat uitgegeven werd door Sanoma Media Belgium. 

## Historiek
Het blad werd opgericht in 1992 onder de naam Fit & Gezond, naar een concept van Wiel Elbersen. In mei 2001 werd het tijdschrift herdoopt in Evita, kort na de lancering van het concurrerende blad Lola van De Vrije Pers (april 2001). Centraal stonden thema's als lifestyle, schoonheid, gezondheid, relatie en gezin.
In januari 2009 werd aangekondigd dat het tijdschrift inhoudelijk zou opgaan in het nieuw opgerichte crossmediale maandblad Vitaya Magazine van de gelijknamige tv-zender, en enkel nog zou verschijnen als titelblad. In 2015 werd de uitgeeflicentie voor Vitaya Magazine door De Persgroep overgenomen. In 2016 hadden beide titels samen een oplage van 63.796 exemplaren.
Lijst van tijdschriften in België